# Seitaró Ičinohe
Seitaró Ičinohe (japonsky 一戸 誠太郎, Ičinohe Seitaró; * 25. ledna 1996 Bihoro) je japonský rychlobruslař.
Od roku 2011 startoval ve Světovém poháru juniorů, v seniorském Světovém poháru debutoval roku 2013. Následující rok se poprvé představil na juniorském světovém šampionátu. Zúčastnil se Zimních olympijských her 2018 (5000 m – 9. místo, stíhací závod družstev – 5. místo). Na seniorském světovém šampionátu startoval poprvé v roce 2019, kdy na Mistrovství světa na jednotlivých tratích dosáhl tří umístění těsně pod stupni vítězů. Na MS 2020 získal ve stíhacím závodě družstev stříbrnou medaili a na vícebojařském světovém šampionátu vybojoval toho roku bronz. Startoval na ZOH 2022 (1500 m – 10. místo, 5000 m – 12. místo, hromadný start – 8. místo).